# Batan (Albay)
Pour les articles homonymes, voir Batan.
Batan est une île tropicale située dans le golfe de Lagonoy aux Philippines, entre l’île de Cagraray et l’île de Rapu-Rapu. L’autre île de cette bande d’îles est l’île de San Miguel. Avec l’île de Rapu-Rapu, elle forme la municipalité de Rapu-Rapu, dans la province d’Albay, région de Bicol. 

## Géographie
Batan a une superficie approximative de 92,02 kilomètres carrés (89,442 km2 selon d’autres sources et ses côtes ont une longueur de 82,31 kilomètres (75,369 km selon d’autres sources). L’altitude moyenne est de 86 m. Le point culminant de l’île atteint environ 276 mètres d’altitude. L’île est caractérisée par des collines en pente douce avec des sommets arrondis. 

## Climat et nature
Batan jouit d’un climat tropical, caractérisé par de fortes précipitations tout au long de l’année, une humidité élevée et des températures constamment élevées, ce qui favorise la pousse de forêts tropicales luxuriantes et une riche biodiversité. Les variations saisonnières de température sont minimes. Batan a une couverture forestière de 65 %, composée de feuillus à feuilles persistantes qui conservent leurs feuilles toute l’année.
L'île comporte une magnifique plage, des cascades cachées dans les forêts, et des sites de plongée sous-marine pour admirer les coraux.

## Population, infrastructures et transports
Batan est faiblement habitée. La densité de population moyenne de Batan est de 339 habitants par km2. L’île ne possède ni port majeur (le port majeur le plus proche est Tabaco, à environ 21 km) ni aéroport public. L’aéroport le plus proche est l’aéroport international de Bicol, situé à 31 km.
En 2021, la Rapu-Rapu Batan Transport Cooperative (RRBTC) a mis en service un nouvel bateau rapide, le M/V RRBTC, pour transporter les passagers et les marchandises de Legazpi City à Rapu-Rapu et vice versa. Ce navire de 200 places propulsé par deux moteurs est le premier bateau rapide en fibre de verre jamais construit à Albay. Le navire a été financé par d’anciens propriétaires et exploitants de banca à coque en bois et certains investisseurs privés. Samuel Batas, le président du RRBTC, a déclaré que la formation de la coopérative de transport offrira aux habitants des îles de Rapu-Rapu et Batan, ainsi qu’aux autres voyageurs, un service de transport par mer à tarif raisonnable, rapide, sûr et de qualité. Le navire à deux ponts a été enregistré auprès de l’Autorité du développement coopératif (ACD) le 21 janvier 2021 et auprès de la MARINA le 5 septembre 2021. Son inauguration a fait l’objet d’une cérémonie le 28 septembre 2021.

## Administration
L’île est subdivisée en plusieurs barangays, dont Batan, Bagaobawan, Manille et Bilbao.
Avant de devenir une municipalité en 1901, la municipalité de Rapu-Rapu était un bario de Prieto Diaz, province de Sorsogon. Quelque temps après l’année 1891, les îles Rapu-Rapu et Batan sont devenues partie de la municipalité de Bacon, Sorsogon, principalement en raison de leur situation géographique, qui était plus proche de Bacon que de Prieto Diaz. Ce changement était plus favorable au transport des passagers et au commerce. En raison de la croissance démographique dans les deux îles, le gouverneur Arlington Betts, gouverneur civil pour la province d’Albay, a créé la municipalité de Rapu-Rapu en 1901. Un plébiscite a été tenu. Les gens ont dû choisir s’ils voulaient appartenir à la province de Sorsogon ou à la province d’Albay. La majorité des gens ont choisi la province d’Albay et leur volonté de changer a été respectée,.